# Glorieta de la Mesa Mural (Sevilla)

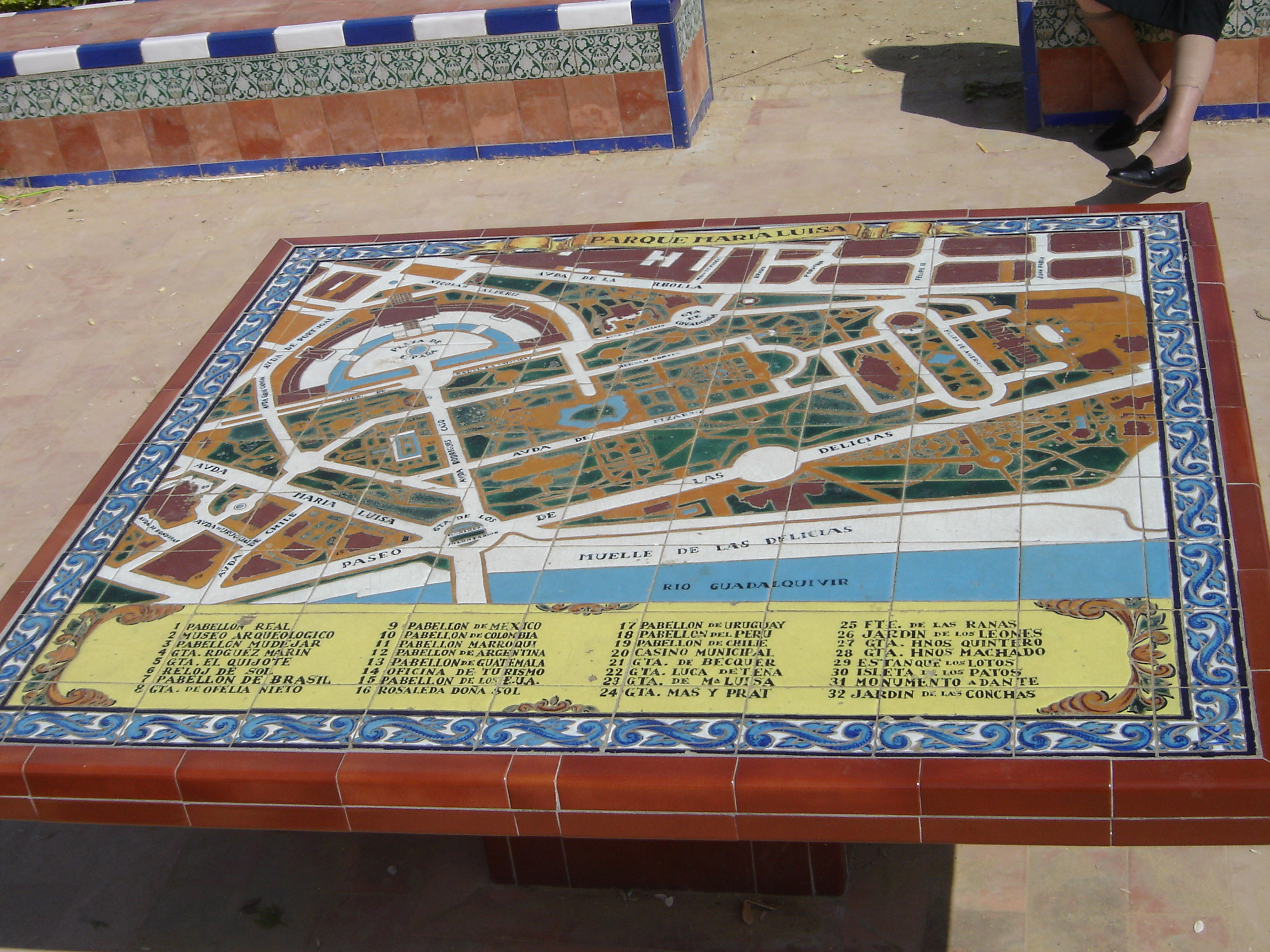
Mesa de la glorieta.

La glorieta de la Mesa Mural en la Plaza de América, en el parque de María Luisa de Sevilla, Andalucía, España. Fue diseñada por Aníbal González en 1911.
Es de planta cuadrada, con cuatro bancos de obra esquineros alrededor de una mesa. La "mesa mural" tiene un plano de la Exposición Iberoamericana de 1929 realizado de cerámica. Esta exposición abarcaba todo el parque y las calles cercanas.